# Mary Hallaren
Mary Hallaren (Lowell, 4 maggio 1907 – McLean, 13 febbraio 2005) è stata una militare statunitense e il terzo direttore del Women's Army Corps (WAC) nel momento in cui divenne parte del Esercito degli Stati Uniti. In qualità di direttrice del WAC, è stata la prima donna ad arruolarsi ufficialmente nell'esercito americano.

## Primi anni di vita
Nata a Lowell, Massachusetts, figlia di John Joseph Hallaren e Mary Kenney Hallaren. Si è diplomata nel 1925 alla Lowell High School, ha frequentato la Boston University e si è laureata al Lowell State Teachers College, ora Università del Massachusetts. Ha insegnato alle scuole medie per 15 anni a Lexington (Massachusetts), trascorrendo le sue estati in vigorosi viaggi a piedi, che lei chiamava vagabondaggi, attraverso gli Stati Uniti, il Messico, il Canada e l'Europa.

## Carriera
Nel 1942 la Hallaren entrò nel Women's Army Auxiliary Corps, che in seguito divenne il WAC. Un reclutatore chiese alla minuta Hallaren (era alta a malapena un metro e mezzo), come una persona della sua corporatura potesse aiutare l'esercito. Lei rispose: “Non è necessario essere alti due metri per avere un cervello che funziona”.
Nel 1943, come capitano, comandò il primo battaglione femminile a recarsi all'estero. Prestò servizio come direttrice del personale WAC collegato all'8° e 9ª Forza Aerea e nel 1945, come tenente colonnello, comandò tutto il personale WAC nel teatro europeo.

Il 7 maggio 1947 il Segretario della Guerra Robert P. Patterson la promosse a colonnello e la nominò terzo direttore del WAC. Il 12 giugno 1948, quando il WAC fu ufficialmente integrato nell'Esercito, divenne la prima donna a servire come ufficiale regolare dell'Esercito (c'erano membri femminili del Corpo medico dell'Esercito dal 1947). Conseguì il numero di serie L-1 dell'Esercito.

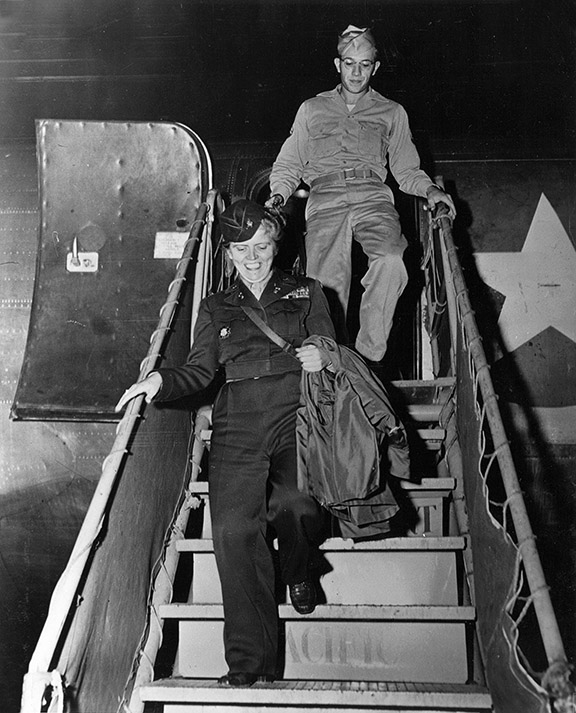
Il Col. Mary A. Hallaren, Direttore del WAC, arriva in Giappone per una visita del personale, 24 settembre 1947.

Alla fine del 1952 la Hallaren aveva completato quasi sei anni come direttrice del WAC. Aveva diretto le iniziative per ottenere lo status di esercito regolare e di riserva per i WAC. Aveva coordinato le procedure di assimilazione dei WAC nelle componenti regolari e di riserva tra il 1948 e il 1950; aveva supervisionato il rilancio del reclutamento dei WAC e l'apertura del Centro di addestramento WAC; e aveva guidato il Corpo durante la maggior parte della Guerra di Corea. Dopo aver lasciato la direzione, prestò servizio attivo per altri sette anni prima di andare in pensione nel 1960, all'età di 53 anni. Ricevette la Legione al Merito, la Bronze Star e la Medaglia al Merito dell'Esercito. Ha prestato servizio presso il Dipartimento del Lavoro degli Stati Uniti come direttrice della divisione Women in Community Service. Si ritirò nel 1978, ma continuò a prestare servizio in qualità di consulente.

## Gli ultimi anni
Negli anni '90 è stata una delle principali sostenitrici del Memorial Women In Military Service For America presso il Cimitero Nazionale di Arlington, che le fu dedicato nel 1997. È stata inserita nella National Women's Hall of Fame di Seneca Falls, New York, nel 1996 ed è stata descritta da Tom Brokaw nel suo libro The Greatest Generation.
È morta presso l'Arleigh Burke Pavilion, una casa di riposo per militari in pensione a McLean, Virginia. È sepolta nel cimitero di Saint Patrick a Lowell, Massachusetts.

## Premi
- Legion of Merit[5]
- Bronze Star Medal[5]
- Croix de Guerre[5]